# UFC 77
UFC 77: Hostile Territory foi um evento de artes marciais mistas promovido pelo Ultimate Fighting Championship, ocorrido em 20 de outubro de 2007 no U.S. Bank Arena em Cincinnati, Ohio. A luta principal foi a revanche pelo Cinturão Peso Médio do UFC entre o campeão Anderson Silva contra o ex-campeão Rich Franklin.

## Resultados
Nota 1 Pelo Cinturão Peso-Médio do UFC.

Nota 2 Inicialmente a pontuação foi 29–28 para Black, 29–28 para Grice, e 28–28, sendo assim um empate dividido.

## Bônus da Noite
- Luta da Noite:  Matt Grice vs.  Jason Black
- Nocaute da Noite:  Anderson Silva
- Finalização da Noite:  Demian Maia

## Ligações Externas
- «Site do evento» (em inglês)

1. ↑  Nota 1
2. ↑  Nota 2